# Idwal Robling
James Idwal Robling (* 1927 in Ynyshir; † 9. Juni 2011 in Newport (Gwent)) war ein walisischer Amateurfußballspieler und Sportkommentator.

## Werdegang
Nach seinem Dienst in der Royal Navy am Ende des Zweiten Weltkrieges studierte Robling auf Lehramt, arbeitete aber nach Ende seiner Ausbildung in der örtlichen Süßwarenfabrik in Newport. Mit dem Lovell's Athletic FC, der Betriebsmannschaft des Unternehmens, trat er in der Southern Football League an. Durch seine guten Leistungen wurde er in die von Walter Winterbottom betreute Auswahlmannschaft des Vereinigten Königreichs für die Olympischen Sommerspiele 1952 berufen. Bei der das frühzeitige Ausscheiden bedeutenden 3:5-Niederlage nach Verlängerung gegen Luxemburg im Auftaktspiel wirkte der mehrfache walisische Amateurauswahlspieler jedoch nicht mit.
Nach dem Ende seiner aktiven Laufbahn wandte sich Robling zunehmend dem Sportjournalismus zu und war für BBC Wales als Radiojournalist tätig. 1969 errang er bei einem Wettbewerb einen Platz im Team für die Berichterstattung von der Weltmeisterschaftsendrunde 1970. Dabei hatte er sich unter anderem gegen den ehemaligen schottischen Nationalspieler Ian St. John durchgesetzt, der später dennoch ein erfolgreicher TV-Experte wurde. Ausschlaggebend für die Wahl Roblings war angeblich die Vorliebe des im Auswahlkomitee sitzenden englischen Nationaltrainers Alf Ramsey für seinen walisischen Akzent. Danach wurde Robling hauptberuflich Journalist. In den 1970er und 1980er Jahren berichtete er neben Fußball auch über andere Ballsportarten wie Baseball und Rugby, aber auch Boxen. Da er vornehmlich für walisischen Sport eingesetzt wurde, oblag ihm 1971 der Kommentar bei einem der bedeutendsten Spiele des walisischen Vereinsfußballs, dem 1:0-Erfolg von Cardiff City über den mehrfachen Europapokalsieger Real Madrid im Viertelfinalhinspiel im Europapokal der Pokalsieger 1970/71. Durch eine 0:2-Niederlage in Madrid schied die Mannschaft dennoch aus dem Wettbewerb aus.
Robling verstarb im Sommer 2011 nach kurzer, schwerer Krankheit. Sein Enkel Lewis Robling verfolgte ebenfalls eine Sportlerkarriere und spielte Rugby Union unter anderem in der Pro12, der Welsh Premier Division und der RFU Championship.